# Sagfjorden (Hamarøy og Steigen)
 For alternative betydninger, se Sagfjorden. (Se også artikler, som begynder med Sagfjorden)
Sagfjorden (lulesamisk: Rivtagvuodna) er en fjordarm af  Vestfjorden som går omkring 30 kilometer i østlig retning mellem Hamarøy og Steigen kommuner i Nordland fylke i Norge, fra Nordhamran på Engeløya til Tømmerneset.
Fjorden har forbindelse til Vestfjorden via tre sunde; Økssundet i nord (9,6 km), Skagstadsundet i midten (13 km) og Flagsundet som går fra Skjettenfjorden som det sydligste (16 km).

## Sagfjordens geografi
Sagfjorden er omtrent 10 kilometer bred mellem Dyping og  Finnøya og smalner gradvis ind til ca. 1,3 kilometer i Hopen, nord for Langosen. Ved Veggfjellan går fjorden i en bue og fortsætter mod syd ind til fjordbundnen ved Tømmerneset. Dybden varierer fra over 600 meter ved Økssundet til omkring 200 meter ved Veggfjellan. Bolsøygalten er et skær omtrent midt mellem  Nes og Dyping. Nord og nordvest for skæret er havet forholdsvis lavvandet i et over 30 km² stort område mellem øerne syd for Finnøya og Ness.

### Fjordarme
Sagfjorden har to fjordarme på Steigensiden i syd og to på Hamarøysiden i nord:
- Skjettenfjorden går mod sydvest  fra Dyping mod Flagsundet og  Bogen.
- Straumfjorden går i syd-sydvestlig retning fra indløbet mellem Hamnberget og Sirines.
- Innhavet har indløb mellem Finnøya og  Straumsnesøya.
- Kaldvågfjorden med indløb via Nesstraumen mellem bygderne Nes og  Finnøy.

### Vige og bugter
Fra sydvest til sydøst ligger Dypingpollen (Dyping-Mortensstrand), Skranstadosen (Mortenstrand-Skranstad) og Forsbukta.

Fra nordvest til Tømmerneset ligger Karlsøybotn (Håkonhals-Karlsøy), Straumsnesvika (Straumsnesøya-Innhavet) og Hopen (indenfor Langosen, mod Tømmerneset), hvor  Sagelva har sit udløb.

### Øer og holme
| Nogle øer    | Areal       | Komm. | Højde | Beskrivelse                                    |
| ------------ | ----------- | ----- | ----- | ---------------------------------------------- |
| Bolsøya      | -           | H     | 16 m  | Ubeboet. Midt i den vestlige del af fjorden.   |
| Engøya       | -           | H     | 12 m  | Ubeboet. Midt i den vestlige delen av fjorden. |
| Hundsøya     | ca. 22,3 ha | H     | 15 m  | Ubeboet. Sørvest for Nes.                      |
| Husøya       | -           | H     | 31 m  | Beboet. Største ø i fjorden.                   |
| Oksøya       | -           | S     | 28 m  | Ubeboet. Syd for Lundøya.                      |
| Steinbakkøya | ca. 31,5 ha | H     | 50 m  | Ubeboet. Sydvest for Innhavet.                 |

## Bebyggelser
Innhavet ligger i nordøstenden af Sagfjorden.  Langs sydsiden af fjorden og langs Finnøy-kysten er der en spredt befolkning. 

 Bogøy ligger på østsiden af Flagsundet og sydvestenden af Skjettenfjorden, mens Skutvik ligger på sydøstsiden af Økssundet.

## Trafik
- Fylkesvej  662 går fra Innhavet til Finnøy langs nordsiden.
- Fylkesvej  835  går langs sydsiden.
- Otte – ni km af Europavej E6  går langs østsiden, fra Tømmerneset til Innhavet.
- Bilfærge fra Skutvik, nordover i Økssundet, til Svolvær.
- NEX' hurtigbådrute mellem Svolvær og Bodø krydser Sagfjorden mellem anløbene Skutvik og Bogøy.
- Mellem 1957 og 1990 gik der bilfærge over Sagfjorden mellem Skutvik og Bogøy.